# 夏啓瑜
夏啓瑜,字同甫（1866-1935），浙江省寧波府鄞縣人，清朝政治人物、進士出身。
光緒二十年（1894年），参加光緒甲午科殿試，登進士二甲21名。同年五月，改翰林院庶吉士。光緒二十一年四月，散館，授翰林院編修。
曾任陕甘学政、江西安吉知府，宣统三年（1911）丁忧归。晚寓上海，创办四明文献社，收集乡邦文献。善属文，工书法，以楷行书见长。
孙夏功权，台湾外交家。